# ويليم بوي
ويليم بوي (بالسويدية: Willem Boy)‏ هو نحات ومهندس معماري ورسام سويدي وهولندي وبلجيكي، ولد في 1520 في ميشيلين في بلجيكا، وتوفي في 16 أبريل 1592 في ستوكهولم في السويد.